# Denmoza ducis-pauli
Denmoza ducis-pauli là một loài thực vật có hoa trong họ Cactaceae. Loài này được (C.F. Först. ex Rumpler) Werderm. ex Backeb. mô tả khoa học đầu tiên năm 1959.